# Liga dos Campeões da CONCACAF de 2011–12 – Fase de Grupos
A Fase de grupos da Liga dos Campeões da CONCACAF de 2011-12 foi disputada de agosto a outubro de 2011. As rodadas são nas datas de 16-18 de agosto, 23-25 de agosto, 13-15 de setembro, 20-22 de setembro, 27-29 de setembro e 18-20 de outubro de 2011.
Um total de 16 equipes competiram, que incluem oito eliminatórias automáticas e oito vencedores da fase preliminar. As equipes foram divididas em quatro grupos de quatro, onde cada equipe jogará entre si, em casa e outro fora. Se dois times estiverem empatados em pontos, os seguintes critérios de desempate serão aplicados, na ordem, para determinar a classificação das equipes:
1. Maior número de pontos ganhos nos jogos entre as equipes em questão;
2. Maior saldo de gols nos jogos entre as equipes em questão;
3. Maior número de gols marcados fora de casa nas partidas entre as equipes em questão;
4. Reaplicar os três primeiros critérios, se duas ou mais equipes ainda estão empatados;
5. Maior saldo de gols em todas as partidas do grupo;
6. Maior número de gols marcados em partidas do grupo;
7. Maior número de gols marcados fora em todas as partidas do grupo;
8. Sorteio.

As duas melhores equipes de cada grupo avançaram para a fase final.

## Grupos
A programação das duas primeiras rodadas foi lançada em 28 de julho de 2011, pela CONCACAF.  O restante da programação foi anunciada em 09 de agosto de 2011, após a conclusão da Rodada Preliminar.

Todos os horários são do fuso UTC-4
| Classificados para a Fase Final |
| Eliminados                      |

### Grupo A
| Equipe             | PG | PJ | V | E | D | GF | GC | SG  |
| ------------------ | -- | -- | - | - | - | -- | -- | --- |
| Los Angeles Galaxy | 12 | 6  | 4 | 0 | 2 | 8  | 4  | +4  |
| Monarcas Morelia   | 12 | 6  | 4 | 0 | 2 | 11 | 5  | +6  |
| Alajuelense        | 12 | 6  | 4 | 0 | 2 | 8  | 6  | +2  |
| Motagua            | 0  | 6  | 0 | 0 | 6 | 2  | 14 | −12 |

| 16 de agosto de 2011 | Los Angeles Galaxy         | 2 – 0     | Motagua | The Home Depot Center, Carson                 |
| 22:00                | Cristman 13' · Donovan 60' | Relatório |         | Público: 8,196 Árbitro: SUR Enrico Wijngaarde |

| 16 de agosto de 2011 | Alajuelense  | 1 – 0     | Monarcas Morelia | Estadio Alejandro Morera Soto, Alajuela    |
| 22:00                | McDonald 77' | Relatório |                  | Público: 7,000 Árbitro: PAN Roberto Moreno |

| 25 de agosto de 2011 | Los Angeles Galaxy         | 2 – 0     | Alajuelense | The Home Depot Center, Carson               |
| 22:00                | Gonzalez 38' · Barrett 77' | Relatório |             | Público: 9,855 Árbitro: MEX Marco Rodriguez |

| 25 de agosto de 2011 | Monarcas Morelia                                     | 4 – 0     | Motagua | Estadio Morelos, Morelia                  |
| 22:00                | Márquez Lugo 2' · Rojas 50' · Jiménez 50' · Lugo 72' | Relatório |         | Público: 5,463 Árbitro: SLV Elmer Bonilla |

| 13 de setembro de 2011 | Morelia                 | 2 – 1     | Los Angeles Galaxy | Estadio Morelos, Morelia                    |
| 20:00                  | Aldrete 83' · Sabah 90' | Relatório | Keane 52'          | Público: 16,000 Árbitro: HON Benigno Pineda |

| 15 de setembro de 2011 | Motagua                   | 2 – 4     | Alajuelense                                | Estádio Tiburcio Carías Andino, Tegucigalpa |
| 22:00                  | Bengtson 5' · Guevara 68' | Relatório | Valle 41' · McDonald 51' · Guevara 84' 86' | Público: 6,000 Árbitro: MEX Paul Delgadillo |

| 21 de setembro de 2011 | Alajuelense | 1 – 0     | Los Angeles Galaxy | Estadio Alejandro Morera Soto, Alajuela        |
| 22:00                  | Gabas 28'   | Relatório |                    | Público: 13,377 Árbitro: JAM Courtney Campbell |

| 22 de setembro de 2011 | Motagua | 0 – 2     | Monarcas Morelia       | Estádio Tiburcio Carías Andino, Tegucigalpa |
| 22:00                  |         | Relatório | Corona 55' · Manso 58' | Público: 1,752 Árbitro: PUR Javier Santos   |

| 28 de setembro de 2011 | Los Angeles Galaxy        | 2 – 1     | Monarcas Morelia | The Home Depot Center, Carson            |
| 22:00                  | Magee 21' · Juninho 90+1' | Relatório | Márquez Lugo 60' | Público: 7,500 Árbitro: ELS Joel Aguilar |

| 29 de setembro de 2011 | Alajuelense  | 1 – 0     | Motagua | Estadio Alejandro Morera Soto, Alajuela     |
| 22:00                  | McDonald 27' | Relatório |         | Público: 9,099 Árbitro: JAM Valdin Legister |

| 18 de outubro de 2011 | Monarcas Morelia      | 2 – 1     | Alajuelense | Estadio Morelos, Morelia                    |
| 20:00                 | Rojas 56' · Sabah 59' | Relatório |             | Público: 15,000 Árbitro: PAN Roberto Moreno |

| 20 de outubro de 2011 | Motagua | 0 – 1     | Los Angeles Galaxy | Estádio Tiburcio Carías Andino, Tegucigalpa |
| 22:00                 |         | Relatório | Juninho 29'        | Público: 14,000 Árbitro: GUA Walter López   |

### Grupo B
| Equipe          | PG | PJ | V | E | D | GF | GC | SG  |
| --------------- | -- | -- | - | - | - | -- | -- | --- |
| Santos Laguna   | 13 | 6  | 4 | 1 | 1 | 16 | 6  | +10 |
| Isidro Metapán  | 9  | 6  | 3 | 0 | 3 | 10 | 15 | –5  |
| Colorado Rapids | 7  | 6  | 2 | 1 | 3 | 9  | 12 | –3  |
| Real España     | 5  | 6  | 1 | 2 | 3 | 9  | 11 | −2  |

| 16 de agosto de 2011 | Santos Laguna                               | 3 – 2     | Real España             | Estadio Corona, Torreón                    |
| 20:00                | Enríquez 28' · Bica 51' (g.c.) · Suárez 74' | Relatório | Delgado 42' · Lalin 68' | Público: 5,500 Árbitro: CRC Wálter Quesada |

| 17 de agosto de 2011 | Colorado Rapids            | 3 – 2     | Isidro Metapán                | Dick's Sporting Goods Park, Commerce City |
| 22:00                | Kandji 16' 45' · Akpan 50' | Relatório | Kardeck 2' (pên) · Suárez 25' | Público: 4,165 Árbitro: BRB Trevor Taylor |

| 23 de agosto de 2011 | Real España   | 1 – 1     | Colorado Rapids   | Estadio Francisco Morazán, San Pedro Sula  |
| 22:00                | Rodríguez 87' | Relatório | Larentowicz 45+1' | Público: 5,841 Árbitro: MEX Roberto Garcia |

| 24 de agosto de 2011 | Isidro Metapán            | 2 – 0     | Santos Laguna | Estadio Jorge Calero Suárez, Metapán      |
| 22:00                | Suárez 45' · Bautista 52' | Relatório |               | Público: 3,260 Árbitro: JAM Raymond Bogle |

| 13 de setembro de 2011 | Real España     | 1 – 2     | Isidro Metapán          | Estadio Francisco Morazán, San Pedro Sula |
| 22:00                  | Pavón 80' (pen) | Relatório | Aquino 8' · Kardeck 57' | Público: 3,358 Árbitro: GUA Walter López  |

| 13 de setembro de 2011 | Colorado Rapids | 1 – 4     | Santos Laguna                                         | Dick's Sporting Goods Park, Commerce City  |
| 22:00                  | Mullan 77'      | Relatório | Ludueña 14' · Peralta 27' · Quintero 64' · Suárez 71' | Público: 9,760 Árbitro: PAN Roberto Moreno |

| 21 de setembro de 2011 | Colorado Rapids | 1 – 2     | Real España   | Dick's Sporting Goods Park, Commerce City     |
| 22:00                  | Akpan 18'       | Relatório | Pavón 12' 33' | Público: 4,512 Árbitro: SUR Enrico Wijngaarde |

| 22 de setembro de 2011 | Santos Laguna                                                 | 6 – 0     | Isidro Metapán | Estadio Corona, Torreón                  |
| 20:00                  | Cárdenas 21' · Quintero 28' 55' · Peralta 38' 86' · Ochoa 79' | Relatório |                | Público: 5,500 Árbitro: CAN David Gantar |

| 28 de setembro de 2011 | Real España  | 1 – 1     | Santos Laguna | Estadio Francisco Morazán, San Pedro Sula |
| 20:00                  | Martínez 61' | Relatório | Ochoa 51'     | Público: 6,296 Árbitro: GUA Elmar Rodas   |

| 28 de setembro de 2011 | Isidro Metapán | 1 – 3     | Colorado Rapids                          | Estadio Jorge Calero Suárez, Metapán    |
| 22:00                  | Pacheco 36'    | Relatório | Ababio 31' · Amarikwa 49' · Cummings 77' | Público: 1,920 Árbitro: HON Raúl Castro |

| 19 de outubro de 2011 | Santos Laguna              | 2 – 0     | Colorado Rapids | Estadio Corona, Torreón                       |
| 20:00                 | Galindo 55' · Escoboza 67' | Relatório |                 | Público: 6,000 Árbitro: JAM Courtney Campbell |

| 20 de outubro de 2011 | Isidro Metapán                | 3 – 2     | Real España                     | Estadio Jorge Calero Suárez, Metapán       |
| 20:00                 | Suárez 50', 82' · Sánchez 68' | Relatório | Delgado 56' · M. Martinez 90+2' | Público: 2,020 Árbitro: COS Wálter Quesada |

### Grupo C
| Equipe     | PG | PJ | V | E | D | GF | GC | SG |
| ---------- | -- | -- | - | - | - | -- | -- | -- |
| Pumas UNAM | 11 | 6  | 3 | 2 | 1 | 8  | 2  | +6 |
| Toronto FC | 10 | 6  | 3 | 1 | 2 | 7  | 7  | 0  |
| FC Dallas  | 7  | 6  | 2 | 1 | 3 | 6  | 11 | –5 |
| Tauro      | 5  | 6  | 1 | 2 | 3 | 7  | 8  | –1 |

| 17 de agosto de 2011 | Pumas UNAM | 0 – 1     | FC Dallas  | Estadio Olímpico Universitario, Cidade do México |
| 22:00                |            | Relatório | Chávez 66' | Público: 4,000 Árbitro: HON José Gaspar Molina   |

| 18 de agosto de 2011 | Tauro            | 1 – 2     | Toronto FC                  | Estadio Rommel Fernández, Panamá        |
| 20:00                | Moreno 76' (pen) | Relatório | Johnson 21' · de Guzmán 24' | Público: 1,905 Árbitro: CUB Marcos Brea |

| 25 de agosto de 20111 | Toronto FC | 0 – 1     | FC Dallas   | BMO Field, Toronto                      |
| 10:15                 |            | Relatório | Stewart 45' | Público: 500 Árbitro: PUR Javier Santos |

| 25 de agosto de 2011 | Tauro | 0 – 0     | Pumas UNAM | Estadio Rommel Fernández, Panamá             |
| 20:00                |       | Relatório |            | Público: 1,621 Árbitro: CAN Mauricio Navarro |

| 14 de setembro de 2011 | FC Dallas | 1 – 1     | Tauro             | Pizza Hut Park, Frisco                     |
| 20:00                  | Cruz 1'   | Relatório | Moreno (pen.) 41' | Público: 3,001 Árbitro: COS Wálter Quesada |

| 14 de setembro de 2011 | Pumas UNAM                      | 4 – 0     | Toronto FC | Estadio Olímpico Universitario, Cidade do México |
| 20:00                  | Bravo 17' 33' 42' · Velarde 21' | Relatório |            | Público: 3,382 Árbitro: JAM Raymond Bogle        |

| 20 de setembro de 2011 | Toronto FC     | 1 – 0     | Tauro | BMO Field, Toronto                        |
| 20:00                  | Koevermans 40' | Relatório |       | Público: 10,132 Árbitro: USA Terry Vaughn |

| 21 de setembro de 2011 | FC Dallas | 0 – 2     | Pumas UNAM                | Pizza Hut Park, Frisco                   |
| 20:00                  |           | Relatório | Herrera 84' · Izazola 90' | Público: 4,985 Árbitro: GUA Walter López |

| 27 de setembro de 2011 | Toronto FC    | 1 – 1     | Pumas UNAM   | BMO Field, Toronto                      |
| 20:00                  | Marosevic 35' | Relatório | Palacios 51' | Público: 9,115 Árbitro: TRI Neal Brizan |

| 28 de setembro de 2011 | Tauro                                                   | 5 – 3     | FC Dallas                                 | Estadio Rommel Fernández, Panamá          |
| 20:00                  | Moreno 12' · Gallardo 33' · Pérez 77' 86' · Sánchez 81' | Relatório | Benítez 23' (pen) · Luna 84' 90+3' (pen.) | Público: 316 Árbitro: MEX Marco Rodríguez |

| 18 de outubro de 2011 | FC Dallas | 0 – 3     | Toronto FC                      | Pizza Hut Park, Frisco                     |
| 20:00                 |           | Relatório | Koevermans 29' · Plata 69', 81' | Público: 2,578 Árbitro: MEX Roberto García |

| 19 de outubro de 2011 | Pumas UNAM | 1 – 0     | Tauro | Estadio Olímpico Universitario, Cidade do México |
| 22:00                 | Cacho 45'  | Relatório |       | Público: 5,522 Árbitro: ELS Joel Aguilar         |

Notes
- Nota 1: Partida originalmente jogada em 24 de Agosto, mas foi abandonada devido as fortes chuvas e relâmpagos (FC Dallas ganhava o jogo por 1–0, gol de Jackson Gonçalves, no minuto 18 do primeiro tempo. A partida recomeçou 0–0, seguindo as regras da competição. [4]

### Grupo D
| Equipe           | PG | PJ | V | E | D | GF | GC | SG |
| ---------------- | -- | -- | - | - | - | -- | -- | -- |
| Monterrey        | 12 | 6  | 4 | 0 | 2 | 11 | 4  | +7 |
| Seattle Sounders | 10 | 6  | 3 | 1 | 2 | 10 | 7  | +3 |
| Comunicaciones   | 7  | 6  | 2 | 1 | 3 | 8  | 13 | −5 |
| Herediano        | 6  | 6  | 2 | 0 | 4 | 6  | 11 | −5 |

| 16 de agosto de 2011 | Seattle Sounders                             | 4 – 1     | Comunicaciones | CenturyLink Field, Seattle                   |
| 22:00                | Evans 35' · Fucito 61' 67' · Gomez 87' (g.c) | Relatório | Arreola 2'     | Público: 10,017 Árbitro: MEX Paul Delgadillo |

| 17 de agosto de 2011 | Herediano | 0 – 5     | Monterrey                                        | Estadio Nacional de Costa Rica, San José |
| 20:00                |           | Relatório | Carreño 21' 22' 35' · Corona 36' · De Nigris 56' | Público: 8,959 Árbitro: ELS Marlon Mejía |

| 23 de agosto de 2011 | Monterrey | 0 – 1     | Seattle Sounders | Estadio Tecnológico, Monterrey           |
| 20:00                |           | Relatório | Fernández 38'    | Público: 10,234 Árbitro: GUA Elmar Rodas |

| 24 de agosto de 20112 | Comunicaciones               | 2 – 0     | Herediano | Estadio Cementos Progreso, Guatemala City |
| 12:00                 | Ceballos 73' · Ordóñez 90+4' | Relatório |           | Público: 726 Árbitro: USA Mark Geiger     |

| 14 de setembro de 2011 | Herediano   | 1 – 2     | Seattle Sounders | Estadio Nacional de Costa Rica, San José |
| 22:00                  | Cancela 45' | Relatório | Montero 3' 54'   | Público: 514 Árbitro: PAN Jafeth Perea   |

| 14 de setembro de 2011 | Comunicaciones | 1 – 0     | Monterrey | Estadio Cementos Progreso, Guatemala City |
| 22:00                  | Ramírez 45'    | Relatório |           | Público: 3,552 Árbitro: ELS Joel Aguilar  |

| 20 de setembro de 2011 | Monterrey                           | 3 – 1     | Comunicaciones | Estadio Tecnológico, Monterrey            |
| 20:00                  | Santana 32' · Pérez 68' · Suazo 86' | Relatório | Mejía 83'      | Público: 10,578 Árbitro: USA Jair Marrufo |

| 20 de setembro de 2011 | Seattle Sounders | 0 – 1     | Herediano | CenturyLink Field, Seattle               |
| 22:00                  |                  | Relatório | Arias 25' | Público: 10,163 Árbitro: TRI Neal Brizan |

| 27 de setembro de 2011 | Comunicaciones              | 2 – 2     | Seattle Sounders | Estadio Cementos Progreso, Guatemala City  |
| 22:00                  | Montepeque 7' · Morales 64' | Relatório | Alonso 44' 89'   | Público: 4,500 Árbitro: MEX Roberto García |

| 27 de setembro de 2011 | Monterrey     | 1 – 0     | Herediano | Estadio Tecnológico, Monterrey             |
| 22:00                  | De Nigris 30' | Relatório |           | Público: 12,445 Árbitro: ELS Elmer Bonilla |

| 18 de outubro de 2011 | Seattle Sounders | 1 – 2     | Monterrey                | CenturyLink Field, Seattle                     |
| 22:00                 | Montero 42'      | Relatório | Carreño 3' · Delgado 60' | Público: 15,866 Árbitro: SUR Enrico Wijngaarde |

| 19 de outubro de 2011 | Herediano                                    | 4 – 1     | Comunicaciones | Estadio Nacional de Costa Rica, San José   |
| 22:00                 | Barbosa 13', 41' · Montero 49' · Cordero 61' | Relatório | Mejía 8'       | Público: 200 Árbitro: CAN Mauricio Navarro |

Nota
- Nota 2: Partida adiada para 24 de agosto, devido as fortes chuvas.